# Garvão e Santa Luzia
Garvão e Santa Luzia (oficialmente: União de Freguesias de Garvão e Santa Luzia) é uma freguesia portuguesa do município de Ourique, com 79,15 km² de área e 887 habitantes (censo de 2021). A sua densidade populacional é 11,2 hab./km².

## História
Foi criada aquando da reorganização administrativa de 2012/2013,  resultando da agregação das antigas freguesias de Garvão e Santa Luzia.

## Demografia
A população registada nos censos foi:
| Distribuição da População por Grupos Etários | Distribuição da População por Grupos Etários | Distribuição da População por Grupos Etários | Distribuição da População por Grupos Etários | Distribuição da População por Grupos Etários | Distribuição da População por Grupos Etários |
| -------------------------------------------- | -------------------------------------------- | -------------------------------------------- | -------------------------------------------- | -------------------------------------------- | -------------------------------------------- |
| Antes da agregação                           |                                              |                                              |                                              |                                              |                                              |
| Ano                                          | 0-14 anos                                    | 15-24 anos                                   | 25-64 anos                                   | >= 65 anos                                   | Total                                        |
| 2001                                         | 124                                          | 133                                          | 587                                          | 400                                          | 1244                                         |
| 2011                                         | 108                                          | 76                                           | 494                                          | 405                                          | 1083                                         |
| Após a agregação                             |                                              |                                              |                                              |                                              |                                              |
| Ano                                          | 0-14 anos                                    | 15-24 anos                                   | 25-64 anos                                   | >= 65 anos                                   | Total                                        |
| 2021                                         | 58                                           | 75                                           | 398                                          | 356                                          | 887                                          |